# Sphenorhina nigrotarsis
Sphenorhina nigrotarsis är en insektsart som beskrevs av Victor Antoine Signoret 1853. Sphenorhina nigrotarsis ingår i släktet Sphenorhina och familjen spottstritar. Inga underarter finns listade i Catalogue of Life.